# دوست بدار یا رها کن
دوست بدار یا رها کن (لهستانی: Kochaj albo rzuć) یک فیلم کمدی لهستانی به کارگردانی سیلوستر خنچینسکی است که در سال ۱۹۷۷ منتشر شد.

## گزیدهٔ بازیگران
- ووادیسواف هاینچا
- واتسواف کووالسکی
- آنا دیمنا
- کاژیمیرا اوتراتا
- آندژی واسیلویچ
- یان پی‌یتشاک
- ایرنا کارل
- هالینا باینو-وُزا
- ماریان وانچ
- ماریا ژابچینسکا